# 루 다이아몬드 필립스
루 다이아몬드 필립스(Lou Diamond Phillips, 1962년 2월 17일 ~ )는 미국의 배우이다.

## 출연 작품
- 살인 박쥐의 습격
- 빅히트
- 라 밤바
- 영 건
- 영 건2
- 핑거프린트 - 더그 역
- 타임 트랙 - 다니엘 윈터 박사 역